# Rosa Martí i Conill
Rosa Martí i Conill (Parets del Vallès, 26 de desembre de 1952) és una política catalana. Ha estat alcaldessa de l'Ajuntament de Parets del Vallès i diputada al Parlament de Catalunya.
De petita estudià al col·legi Lluis Piquer, més tard va cursar el batxillerat al Col·legi Lestonac de Mollet del Vallès. Va fer el curs preuniversitari a l'Institut Infanta Isabel de Barcelona i després va estudiar a la Universitat Central, on es va llicenciar en Ciències Químiques (1975), Dret (1987) i Farmàcia (2001). Té un màster en Història de les dones i un curs de Doctorat en Química de l'Atmosfera. Quan va acabar la carrera de química va estar un temps treballant en una empresa de recobriments tèxtils. És funcionària titular superior Química al departament d'Empresa i Coneixement de la Generalitat de Catalunya des de 1992.
Es va presentar a les eleccions municipals i a l'hivern de 1978-1979 i fou escollida alcaldessa de Parets del Vallès per la Unió d'Esquerres, sent la primera dona que ocupava un càrrec en el govern local (1979 -1990). Fou Consellera Comarcal del Vallès Oriental (1988-1991). El 1984 va ingressar al PSC-PSOE, i ha format part de la seva comissió executiva nacional; fou escollida diputada a les eleccions al Parlament de Catalunya de 1988 i 1992. Ha estat consellera del Consorci per a la Defensa del Riu Besòs (1988-1990) i consellera del Consell Comarcal del Vallès Oriental (1987-1990). El 2003 va promoure la Nova Opció Per a Parets (NOPP). A les eleccions municipals del 2019, Nova Opció per a Parets forma una coalició amb Sumem Parets, els Comuns de Parets i MÉS, un moviment d'esquerres anomenada Sumem Esquerres a Parets. Actualment Rosa Martí és Regidora d'Urbanisme, Medi Ambient i Benestar Animal de l'ajuntament de Parets del Vallès.
Durant el període en què exercí com a alcaldessa, es van construir algunes de les instal·lacions públiques més importants del Parets actual, com les dues Biblioteques Municipals, la Piscina coberta de Can Butjosa, la Casa Cuna, el Parc de la Linera, el Bosc de taules, el Pla General, la canalització del Torrent Cantallops, la Plaça de la Vila, l'ampliació del cementiri, etcètera. I com a Regidora d'Urbanisme ha impulsat diversos projectes per al futur, com la remodelació de la plaça d'Espanya, la rehabilització de façanes, la modernització de l'estació de tren, la recuperació ecològica, paisatgística i social del riu Tenes al seu pas pel terme...
L'any 1977 i 1978, amb altres companys del poble van editar la revista local Tenes, "una revista informativa local oberta a tothom" que va desplegar el caràcter reivindicatiu i va fer pressió per democratitzar els ajuntaments franquistes que en aquells anys iniciaven la transició. També ha col·laborat amb altres publicacions locals, com Parietes.

## Obres
A més de dedicar-se a la política, també ha escrit diversos llibres com:
- Parets 904-2004. Un poble, una parròquia, juntament amb Maria Gorina i Esteve, Joan Bellavista i Ramon, Jaume Dantí i Riu i M.Àngels Bonet i Galobart.
- Escola Lluís Piquer 75 anys, amb Josep Comas Porto i Roger Prims Vila.
- Les dones i la política: Alcaldesses i Regidores de Catalunya, amb Núria Albó i Juli Busquets.
- Babot, Capella, Colomer. Tres artistes locals, juntament amb Jordi Azagra.